# ビル・ハッチソン (野球)
ウィリアム・フォレスト・"ビル"・ハッチソン（William Forrest "Bill" Hutchison ,1859年12月17日 - 1926年3月19日）は、アメリカ合衆国コネチカット州ニューヘイブン出身のプロ野球選手（投手）。右投げ右打ち。
ニックネームは"Wild Bill"（ワイルド・ビル）。1890年代のシカゴ・コルツ（現カブス）で活躍、1890年から3年連続で最多勝利投手となった。

## 経歴
エール大学を卒業後、1884年にユニオン・アソシエーションのカンザスシティ・ユニオンズに加わり、そこで2試合に登板する。その後しばらくメジャーリーグで投げる機会はなく、1889年にシカゴ･ホワイトストッキングス（現カブス）に入団したときは既に29歳になっていた。
1890年にホワイトストッキングスはシカゴ・コルツと改名し、この年からハッチソンはシカゴのエースとして、コルツの全試合の半分以上に登板し、優勝こそなかったもののコルツをリーグ上位に押し上げる活躍をする。1890年は42勝25敗の成績で、この年5月30日のブルックリンとのダブルヘッダーでは2試合とも登板し2勝した記録も残っている。1891年にはシーズン13連勝を含む44勝を記録、次の1892年には75試合に登板し67完投、622回を投げ、36勝36敗で3年続けてナショナルリーグの最多勝利投手となった。
ところが1893年に投手－本塁間の距離が現在と同じ60フィート6インチに改訂されると、ハッチソンは思うように勝ち星を挙げられなくなってしまう。シカゴには1895年まで在籍したが、同年13勝21敗の成績に終わると、翌年セントルイス・ブラウンズで6試合に登板したのを最後に引退した。1926年にカンザスシティで死去。

## 詳細情報

### 投手成績
数字の後の"*"は、記録不明箇所があることを示す。
| 登 板 | 先 発 | 投 球 回 | 勝 利 | 完 封 | 敗 戦 | 救 援 | 奪 三 振 | 被 安 打 | 被 本 塁 打 | 与 四 球 | 与 死 球 | 暴 投 | 自 責 点 | 防御率 |
| ----- | ----- | -------- | ----- | ----- | ----- | ----- | -------- | -------- | ----------- | -------- | -------- | ----- | -------- | ------ |
| 375   | 346   | 3078.0   | 183   | 21    | 163   | 4     | 1234     | 3123     | 104         | 1132     | 10*      | 122   | 1228     | 3.59   |

### タイトル
- 最多勝利：3回（1890-1892年）
- 最多奪三振：1回（1892年）
- 最多セーブ投手：1回（1890年）

### 打撃成績
- 通算成績：244試合、731打数129安打、本塁打2、打点52、打率.176